# Aalborg Musikfestival
Aalborg Musikfestival er en årlig musikfestival for klubbands, som går over to dage. Festivalen arrangeres af Ungdomsringen. Festivalen foregår over en weekend og indeholder en masse musik spillet af forskellige ungdomsbands fra alle Danmarks byer. Det hele foregår i Aalborg kongres og kultur center. Man kan enten betale ved entré ellers er der også mange ungdomsskoler der tilbyder at tage på en tur derover hvor man får et armbånd fra sin klub. I året 2009 var blev der spillet på 10 scener, og 249 bands optrådte.